# Предшколска установа „Мајке Југовић” Добој
Предшколска установа „Мајке Југовић” је предшколска установа на подручју града Добоја. Име је добила по мајци Југовића, жени која је у Косовском боју изгубила мужа и свих девет синова. Она је симбол издржљиве жене, мајке хероја која храбро подноси смрт својих најмилијих све до тренутка када њена огромана патња и душевни бол пређу границе издржљивости и разоре њено биће. Трагедија мајке, њена велика љубав према синовима и неиздрживи бол због њиховог губитка опевани су у пјесми “Смрт мајке Југовића”. Народни певач је кроз карактер ове храбре жене истакао два најузвишенија људска осећања: материнство и патриотизам.

## Историјат
Године 19б8. основано је Дјечје обданиште "Катарина Беба Веселић". Почело је да ради у адаптираном простору Дома ученика, са 25 дјеце. Од 19б8. до 1992. у саставу обданишта било је пет радних јединица у пет објеката, у којима је боравило око 6ОО дјеце и 65 запослених. Током Одбрамбено-отаџбинског рата 1992-1995. обданиште није радило, а 1996. адаптиран је један објекат. Средином 1997. ова предшколска установа обновила је рад под називом Дјечје обданиште "Мајке Југовић", а од 2013. носи садашњи назив. Ради утри објекта, односно
на три локације (2017). Централни објекат у Карађорђевој улици саграђен је 1980. године. У мајским поплавама 2014. претрпио је велику штету, али је саниран и крајем исте године отворен. У њему борави око 170 дјеце. Од септембра 2012. у употреби је и објекат у Улици кнеза Лазара. Саниран је послије поплаве 2014, и од септембра исте године поново је у употреби. У њему је збринуто око 120 дјеце. Објекат у Улици војводе Мишића отворен је 2012. године. Уништен је у поплавама 2014, али је саниран и од септембра 2016. у њему борави стотинак дјеце. Године 2016/2017. у овој предшколској установи било је око 410 дјеце, у седамнаест васпитних група, о којима је бринуло 55 одраслих, од којих је 35 васпитача. Реализују свеобухватан развојни програм у цјелодневном боравку и тромјесечни програм за дјецу пред полазак у школу. Дјеца из ове установе учествују у свим културним дешавањима у добојској регији. Посебно су препознатљиви по дефилеу- маскенбалу и приредби поводом Дана града, коју организују у Центру за културу, Добој. Од октобра 2021. у оквиру ове предшколске установе функционише и вртић у Петрову.